# 野桐单囊壳
野桐单囊壳（学名：Sphaerotheca malloti）是属于白粉菌目白粉菌科单囊壳属的一种真菌，寄生在野桐属植物上。该种分布于中国。